# Římskokatolická farnost Mistřín
Římskokatolická farnost Mistřín je územní společenství římských katolíků s farním kostelem Navštívení Panny Marie v děkanátu Kyjov. 

## Historie farnosti
První zmínka o Mistřínu je ze 13. století. V následujících staletích byla obec opakovaně pustošena během válek. Původní románský kostel, který stál na místě zvaném Kostelíky, jižně od dnešního Mistřína, byl zbořen v roce 1784. Dnes je na tomto místě dubový kříž. Ještě před jeho zbořením byl postaven nový barokní kostel, který byl vysvěcen 2. července 1743. V letech 1936 a 1937 byl farní kostel rozšířen a znovu vysvěcen 17. listopadu 1940.

## Duchovní správci
Současným farářem je od 30. července 2014 R. D. ThLic. Bedřich Horák.

## Bohoslužby
| Kostel                 | Místo   | Bohoslužba (den)                                 | Hodina                                                                                                   | Poznámka     |
| ---------------------- | ------- | ------------------------------------------------ | --- | ------------ |
| Navštívení Panny Marie | Mistřín | neděle pondělí úterý středa čtvrtek pátek sobota | 8.00, 10:00 18.00 (zima)/19.00 (léto) 6.45 18.00 (zima)/19.00 (léto) 6.45 18.00 (zima)/19.00 (léto) 7.00 | farní kostel |

## Aktivity ve farnosti
Na území farnosti se pravidelně koná Tříkrálová sbírka. V roce 2016 se při ní vybralo 110 000 korun.
V roce 2015 se farnost zapojila do akce Noc kostelů.
V květnu 2017 udílel ve farnost svátost biřmování olomoucký arcibiskup Jan Graubner.